# 은하영웅전설
《은하영웅전설》(일본어: 銀河英雄伝説 긴가에이유우덴세츠[*], 독일어: Heldensagen vom Kosmosinsel)은 일본의 SF 소설가 다나카 요시키(田中芳樹)가 쓴 과학 소설이다. 은영전(銀英伝)이라고 줄여 부르기도 한다.
은하계를 배경으로, 가상의 국가인 '은하제국'과 '자유행성동맹' 및 '페잔 자치령'(형식적으로 페잔 자치령은 은하제국의 일부분) 사이에 벌어지는 권모술수를, 두 주인공 라인하르트 폰 로엔그람과 양 웬리를 축으로 묘사한 스페이스 오페라 소설이다. 장르로는 과학 소설에 속하나 '후세의 역사가에 의한 서술'이라는 문체를 띠고 있으며, 오히려 편년체 역사 소설에 가깝다. (이는 소설뿐만 아니라, 애니메이션에서도 역사 교과서에 실림직한 사진 형태의 묘사가 두드러진다.)
일본에서는 도쿠마 듀얼 문고판(徳間デュアル文庫版)으로 발행되었다. 한국에서는 1991년 을지서적에서 정식 라이선스 없이 출간되고, 2001년 서울문화사에서 정식으로 출간되었으나 현재는 모두 절판되었고, 2011년 10월 디앤씨미디어의 출판 레이블인 이타카에서 재번역하여 출간했다.
1988년에 성운상을 수상한 이 소설은, 만화와 게임, 애니메이션으로도 제작되었다.

## 개요
은하영웅전설은, 1970년대 말에 작자 다나카 요시키가 당시 '리노이에 유타카'(李家 豊)란 필명으로 《겐에이조》(幻影城)에 게재하였던 '은하의 체스 게임'(銀河のチェス・ゲーム)이라는 소설에서 비롯되었다. 그 후 《겐에이조》의 도산으로 인해 이 작품은 미완인 채 중단되었으나, 그 뒤로 도쿠마 쇼텐의 편집자가 이 소설을 읽고, 서장의 이야기보다 몇세기 전의 에피소드를 쓰도록 권하게 된 것이다.
이로써 1982년 11월, 도쿠마 쇼텐의 '도쿠마 노벨즈'를 통해 《은하영웅전설》이 간행되게 되었다. 편수로는 본편의 제1권 '여명편'에 해당되는 내용이나, 이 작품 이전에 도쿠마 쇼텐을 통해 간행한 '백야의 조종'(白夜の弔鐘)의 판매의 부진으로, 당시로는 2권 이후를 낼것인가가 정해지지 않았기 때문에, 초판에는 권수 및 부제목이 붙어 있지 않았다. 2권 이후부터 로마 숫자로 권수의 표기가 붙게 되었으며, 3권을 계기로 인기가 상승하여, 1987년까지 본편 총 10권이 간행되게 되었다. 1988년 독자의 지지에 힘입어, 성운상을 수상하게 되었다.
과학 소설로 분류되는 작품이나, 과학기술 관련 묘사에 중점을 두기보다는, 서로 대립하는 양 진영의 이데올로기, 인물상, 권모 술수, 역사의 흐름을 내세워, '후세의 역사가'의 관점에서 서술하는 형태로, 마치 가공의 역사소설과 같은 형식을 취하고 있다. 작자 다나카 요시키는 이 작품 이후에도 가공의 역사소설 《아루스란 전기》를 발표하나, 이들 작품을 통해 본인의 역사 및 문학 관련 지식의 색깔을 두드러지게 반영하여, 중국사를 비롯한 역사상의 에피소드가 자주 언급되고 있다. 또한, 작가는 은하영웅전설 시리즈 전체에 걸쳐, 일관되게 '초능력'이나 '외계인 종족', '미지의 에너지', '전투용 로봇', '안드로이드' 등의 당시 유행하던 SF적 요소를 일체 배제하였다.
작품 속에서 전함 및 병기의 명칭은 은하제국 쪽은 북유럽 신화나 독일의 지명 등이, 이에 대응하는 자유행성동맹 쪽은 그리스, 오리엔트, 라틴 아메리카, 중국 등 세계 각지의 신화가 인용되는 경향이 강하다. 인명 및 지명에서도, 은하제국 쪽은 독일 풍으로 통일되고, 자유행성동맹 쪽은 마치 미국과 같은 분위기의 다민족 국가 형태로 묘사되어, 독특한 분위기를 주고 있다.
은하영웅전설은 본작 외에 외전이 존재하며, 외전은 1984년부터 1989년에 걸쳐 'SF어드벤처'를 통해 장편 4편이 연재되었고, 단편 4편이 책으로 나왔으며, 이 밖에 만화판의 원작인 '황금의 날개'(黄金の翼)가 있다.
일본에서 이 작품은 80년대에 간행이 시작된 이래, 증보판이 계속해서 나와, 도쿠마 노벨즈 판으로는 거의 20년에 걸쳐 100편의 증보판이 나왔으며, 소설판 이외에도 하드커버의 애장판, 도쿠마 문고의 문고판, 2000년부터 2003년에 걸쳐 이른바 '파이널 버전'(ファイナルバージョン)이라는 이름으로 나온 30권(본편 20권, 외전 9권, 핸드북 1권)의 도쿠마 듀얼 문고판 등 다양한 판본을 자랑한다. (#간행 목록을 참고할 것) 2007년 2월부터는 도쿠마문고에서 도쿄 소겐샤(東京創元社)로 판권을 바꿔, 소겐SF문고(創元SF文庫) 이름으로 새 판본이 발매되고 있다.

## 애니메이션

### 주제가
오프닝
- Skies of Love (1기)
- I am waiting for You (2기)
- Sea of the Stars (3기) - 리사 노래
- Must Be Something (4기)
- Kid (외전 1기）
- Story of Time (외전 2기)

엔딩
- 빛의 다리를 넘어 (1기)
- 여행의 서곡 (2기)
- 환송의 노래 (3기)
- 우주의 형교(桁橋) (4기)
- 설명 (외전1기 백은의 골짜기)
- 영원한 교제 (외전1기 아침의 꿈, 밤의 노래)
- 떠날 때, 축하할 때 (외전1기 오명)
- 오로라의 아다지오 (외전 1기 천억의 별, 천억의 빛)
- 우리들의 항적 (외전 2기 나선 미궁)
- 약속된 미래 (외전 2기 후반)

기타
- 은하제국군 군악곡 - 발키리는 당신의 용기를 사랑하노라
- 자유행성동맹 국가 - 자유의 깃발, 자유의 백성, Revolution of the heart

## 등장인물

은하영웅전설-양 웬리와 로엔그람

은하영웅전설의 등장인물은 제국과 동맹 양편의 주인공인 라인하르트 폰 로엔그람과 양 웬리의 주변인물, 그리고 제국군과 동맹군의 군인들로 구성되어 있다.

## 함선

### 제국 함선
- 가르가 팔무르(Garga Falmul)

헬무트 렌넨칸프의 기함.
- 궁니르(Gungnir)

디트리히 자우켄의 기함.
- 뤼벡(Lübeck)

나이트하르트 뮐러의 기함. 버밀리온 성역 전투에서 파괴.
- 바르바로사(Barbarossa)

지크프리트 키르히아이스의 붉은색 기함.
- 발퀴레(Walküre, 발키리)

제국군의 단좌식 전투정. 소형이나, 전함도 격침시킬 수 있다.
- 베를린(Berlin)

오토 폰 브라운슈바이크의 기함. 독일의 수도 지명이라고 생각하기 쉬우나 독일에서 유행하던 마차의 형식.
- 베오울프(Beowolf)

볼프강 미터마이어의 기함. 을지서적 판에서는 '인간늑대'로 불림.
- 브륀힐트(Brunhilde)

라인하르트가 황제로부터 하사받은 백색의 기함. 백색의 귀부인이라는 별칭이 있다. 바그너 오페라 링 시리즈에 나오는 브륜힐데가 정확한 발음 하지만 국내에서는 발음의 오역으로 브륜힐트 또는 브륀힐트로 불림.
- 비그리즈(Vigriss)

그뤼네만의 기함.
- 비자르(Vissarr)

에른스트 폰 아이제나흐의 기함.
- 빌헬미나(Wilhelmina)

빌헬름 폰 뮈켄베르거의 기함.
- 살라만더(Salamander)

아우구스트 자무엘 바렌의 기함.
- 스키르니르(Skirnir)

코르넬리우스 루츠의 기함.
- 아스그림(Ahsgrimm)

아달베르트 폰 파렌하이트의 기함.
- 오스트마르크(Ostmark)

빌헬름 폰 리텐하임의 기함.
- 요툰하임(Jotunheim)

칼 구스타프 켐프의 기함.
- 쾨니히스티거(KönigsTiger)

프리츠 요체프 비텐펠트의 기함. 을지서적 판에서는 '왕호랑이'라고 번역되어 소개되기도 함.
- 크바시르(Kvasir)

에르네스트 메크링거의 기함.
- 테오도리쿠스(Theodoricus)

이자크 페르난트 폰 투르나이젠의 기함.
- 트리스탄(Tristan)

오스카 폰 로이엔탈의 기함.
- 파르치팔(Parzival)

나이트하르트 뮐러의 기함. 본래 뮐러의 기함은 뤼벡이었으나, 버밀리온 성역 전투에서 파괴되었다. 이에 라인하르트의 황제 즉위 이후, 최초로 뮐러에게 새로운 기함을 하사하였는데, 이 함선이 파르치팔이다.
- 포르세티(Forseti)

울리히 케슬러의 기함.
- 폰켈(Vonkel)

칼 로베르트 슈타인메츠의 기함.
- 헤르모스르(Hermossr)

카르나프의 기함.

### 자유행성동맹 함선
- 디오메데스

랄프 칼센의 기함.
- 레다Ⅱ

이제르론에 주둔하는 제 13 함대의 순양함. 구국 군사 위원회의 쿠데타 이후에 사문회에 초빙된 양 웬리를 태웠다. 또한 바라트 평화조약 이후 양 웬리의 하이네센 탈출에도 사용되었다. 표준적인 함대형 순양함보다 높은 기동성을 가지며, 함대 구성함으로서 일반적인 전력도 갖고 있지만, 본래는 함대간이나 행성들과의 사이에서, 위험 성계나 회랑을 넘어 인물이나 특별한 물자를 고속으로 수송하기 위해 사용되었다. 양 웬리가 카이저 라인하르트와의 회견을 위해 사용한 것도 이 함이었지만, 양 웬리는 이 함에서 지구교도들의 습격으로 최후를 맞이했다.
- 레오니다스(Leodinas)

파스톨레 중장의 기함.
- 레오니다스II (Leodinas II)

드와이트 그린힐의 군사 쿠데타에 참여한, 루글랑주 중장의 기함.
- 리오그란데(Rio Grande)

미국과 멕시코 사이의 리오그란데 강과 브라질의 속국 리오그란데에서 이름을 딴 전함, 제5함대 뷰코크 장군의 기함이다.
- 마르두크
- 마우리아(Mauria)

구엔 반 휴의 기함.
- 마우리아 (타이거 스트라이프)
- 매서소이트
- 무훼세
- 반고(Bango)

중국 신화에서 천지를 창조하고 죽은 거인의 이름을 딴 전함. 우란푸 중장의 기함.
- 스파르타니안(Spartanian)

동맹군의 소형 전투정. 제국군의 발퀴레와 동등하거나 우위를 점하고 있다고 여겨진다.
- 시바(Shiva)

에드윈 피셔의 기함. 힌두교 신화의 파괴의 신 이름을 딴 전함이다. 8권 회랑의 전투에서 피셔와 함께 운명을 맞이한다.
- 아킬레우스

모튼 중장의 기함.
- 애거트람
- 율리시스(Ulyssis)

하이네센 탈출 후 양 웬리의 임시 기함이자 양 사망후 이제르론 공화국 총사령관 율리안 민츠의 기함. 율리시즈 자체는 동맹군표준전함의 전형적인 형태이나 함체에 비해 거대한 추진부를 지니고 있다. 양이 준장이었을 때, 제3차 티아마트 회전에서 이 함을 통솔하여 당시 제국군 대장이었던 라인하르트의 기함 브륀힐트를 위협, 전멸위기에 놓인 동맹군을 무사히 후퇴시켰다. 이 함은 애플턴 중장의 제 8 함대 소속으로 암릿처 전투에 참가해 무사히 생환했으나, 그 악운과 생존력보다 [전투 중에 화장실이 부서진 비운의 함]이라는 오명으로 널리 알려졌다.(당시 함장이었던 닐슨 중령과 부관 에다 소령은 이 오명에, 암릿처에서 살아남아 치하를 받고도 얼굴을 못 들 지경이었다고 한다.) 뛰어난 정보수집능력을 가지고 있었으나 오히려 적을 끌어들인다는 불운의 함선으로 낙인찍혔다. 그러나 이후 이제르론 공화국 총사령관의 기함으로서 위명을 떨치게 된다.
- 케찰코아틀

아즈텍 신화에 나오는 날개달린 뱀의 외형을 한 신의 이름을 딴 전함으로서, 호우드 중장의 기함.
- 쿠 호린

르페브르 중장의 기함. 켈틱 신화의 영웅 이름.
- 크리슈나

애플턴 중장의 기함. 힌두교 신화의 신 이름
- 트리글라프(Triglav)

슬라브 신화의 신 이름을 딴 아텐보로의 기함
- 피라미듀스

알 살렘 중장의 기함
- 파트로클로스

제 2함대 사령관 파에타 중장의 기함. 아스타테 전투시 2함대의 차석참모였던 준장 양 웬리가 탑승하고 있었으며 도중에 중상을 입은 파에타 중장으로부터 지휘권을 이양받았다.
- 페륀

보로딘 중장의 기함.
- 페르가몬

제 6함대 사령관 무어 중장의 기함. 아스타테 전투시 격침. 양 웬리의 사관학교 시절의 친우 장 로베르 랍 소령이 참모로서 탑승하고 있었으나 사망.
- 히페리온(Hyperion)

양웬리의 1대 기함이자 말이 필요없는 제 13함대의 기함. 다른 함대 기함에 비하면 소형에 속하지만 양 웬리는 이 함의 크기에 별로 신경을 쓰지 않았다. 본래 폐함 직전의 구형 함선이었던 것을 13함대 급조시에 사령관의 기함으로 배치했으므로 타 제독들의 기함에 비해 규모가 빈약하나 통신기능과 정보수집 관련 기능은 일반적인 대형 기함들보다 오히려 뛰어난데 이것은 양 웬리가 정보를 중히 여겼기 때문이다. 양을 태우고 여러 전선에서 활약했으며, 하이네센 탈출 후 엘 파실 혁명군에 편입되었을 때 양은 이 함을 경애하는 메르카츠 제독에게 넘겼다. 이후 시바 성역 회전에서 비텐펠트가 이끄는 흑색창기병(슈바르츠 란첸라이터)의 공격을 받고 메르카츠 제독과 운명을 같이했다.

## 행성
- 엘 파실(El Facil)

양 웬리의 인생에 큰 영향을 미친 행성으로 전후 동맹으로부터 독립을 선언한다.
- 오딘(Odin)

루돌프가 제국의 수도로 삼은 발할라계 제3행성.
- 테라(지구)(Terra)

인류의 기원인 행성이자 지구통일정부의 수도였던 행성. 지금은 지구교의 근거지이자 성지로서 명맥을 유지하고 있다.
- 페잔

제국의 속령이나 사실상의 자치권을 가지고 있는 행성. 전후 로엔그람 왕조의 수도가 된다.
- 하이네센(Heinessen)

바라트계 제4행성으로 자유행성동맹의 수도. 동맹의 국부 알레 하이네센의 이름을 딴 행성이다.
- 테르누젠

바라트계의 행성으로 소설판에서는 사관학교가 있는 행성으로 묘사되지만, 애니메이션판에서는 행성 하이네센의 도시로 등장한다.
- 카프체란카(Kapche-Lanka)

풍부한 자원으로 제국과 동맹사이의 자원 분쟁이 일어나는 곳. 라인하르트와 키르히아이스가 최초 근무를 했던 행성이다. (외전1기1부 백은의계곡에 등장)
반프리트와 티아매트 사이에 있다. 자유행성동맹으로부터 8.6광년 거리. 공전주기 668일, 이중 겨울이 600일 이상에 거의 매일 눈보라가 몰아친다.
- 레그니처

카프체란카 인근에 있는 거대가스행성. 대기가 헬륨과 수소로 이루어져 있어 레이다를 사용할 수 없으며 인화되기 쉽기 때문에 위험하다. 라인하르트가 핵융합 폭탄을 떨어트려 동맹 함대를 괴멸로 이끈 사례가 있다.

## 같이 보기
- 다나카 요시키
- 양 웬리 - 라인하르트 폰 로엔그람
- 은하영웅전설 등장인물